# ویلکوواز
ویلکوواز (به لاتین: Wilkołaz) یک روستا در لهستان است که در گمینا ویلکوواز واقع شده‌است.